# Leonard Pękalski
Leonard Pękalski (ur. 25 października 1896 w Grójcu, zm. 2 września 1944 w Warszawie) – polski malarz, ilustrator.

## Życiorys
W roku 1913 rozpoczął naukę w warszawskiej Szkole Sztuk Pięknych. Dzięki otrzymanym stypendiom kontynuował studia malarskie we Włoszech i Francji. Był członkiem POW. Służył w Wojsku Polskim (podporucznik rezerwy). Uczestniczył w wojnie 1920 r. jako kawalerzysta. 
W latach 1921–1922 pracował w Toruniu w zakładzie graficznym „Sztuka” kierowanym przez Felicjana Szczęsnego Kowarskiego. Był członkiem założonego w Toruniu 16 grudnia 1920 przez Juliana Fałata stowarzyszenia pod nazwą „Konfraternia Artystów”.
Wraz z Kowarskim przeniósł się do Krakowa, gdzie został jego asystentem w Akademii Sztuk Pięknych. W roku 1925 został współzałożycielem i członkiem grupy artystycznej „Jednoróg”. W latach 1927–1930 rekonstruował i wykonywał nowe malowidła i polichromie na Zamku Wawelskim. 

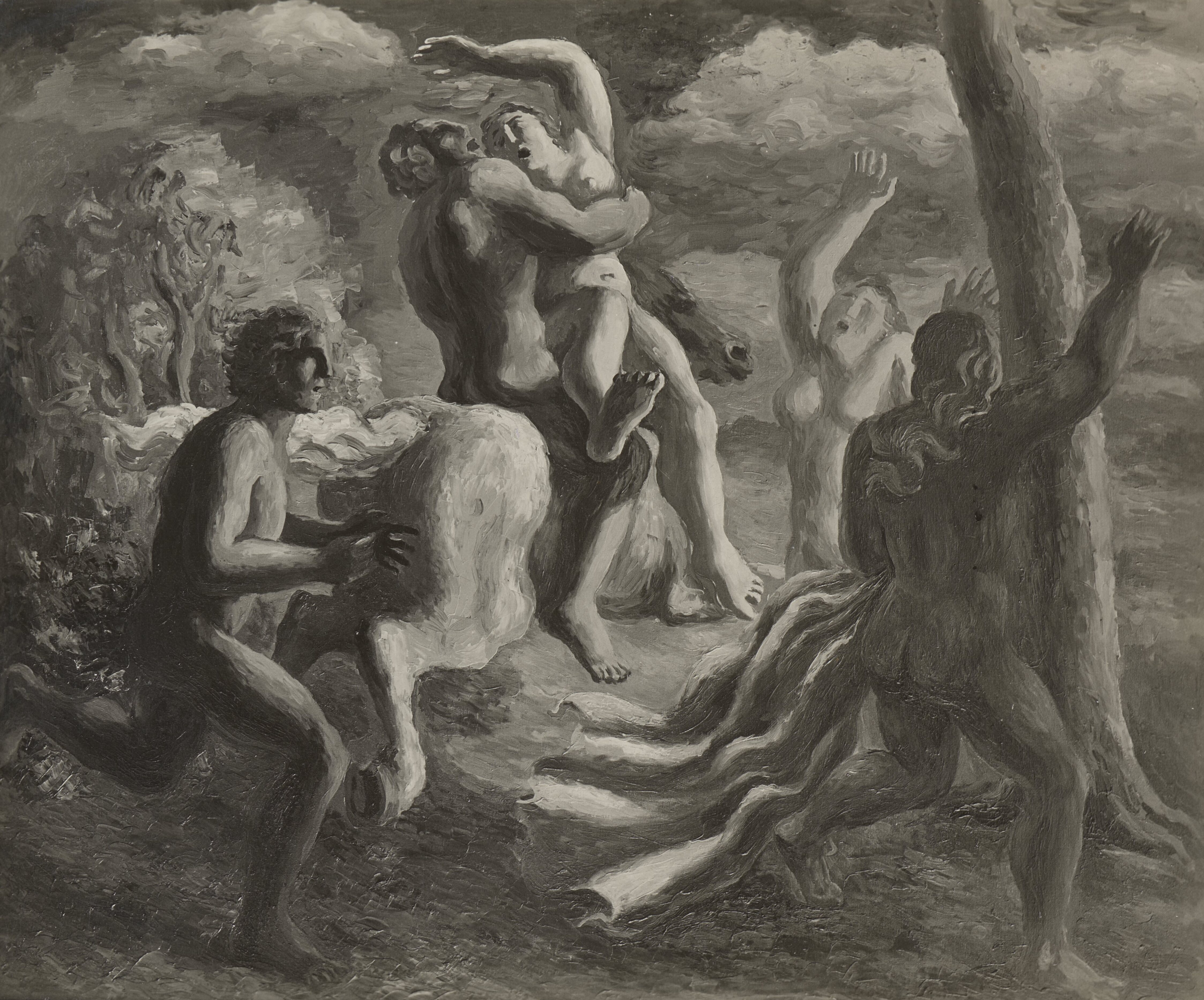
fotografia obrazu „Porwanie” Leonarda Pękalskiego

W roku 1932 został powołany na profesora Akademii Sztuk Pięknych w Warszawie, w roku 1934 otrzymując nominację na profesora nadzwyczajnego malarstwa dekoracyjnego. Był członkiem i prezesem warszawskiej grupy artystycznej „Pryzmat”. 
W czasie II wojny światowej jako oficer Armii Krajowej był instruktorem na tajnych Zastępczych Kursach Szkoły Podchorążych Piechoty. Kontynuował też prywatne nauczanie studentów w swojej pracowni.
Został zamordowany przez Niemców w czasie powstania warszawskiego na Sadybie i pochowany jest na Cmentarzu Czerniakowskim.

## Ordery i odznaczenia
- Krzyż Niepodległości (23 grudnia 1933)[1]
- Krzyż Walecznych[2]